# RS:X

RS:X

RS:X（アールエス エックス）とは、2008年の北京オリンピックから「セーリング」種目の中のウィンドサーフィン部門の種目として採用されたものである。
国際セーリング連盟によって、Mistral One Design Classに代わる種目として選ばれた。
RS:Xの艇は、ダガーボードつきのボードおよび規格サイズのセイルによって構成される。
ボードは、長さが286cm、幅93cmで、重量はフォーミュラとは異なってかなり重く、15.5kgである。これはほとんどフォーミュラ競技用のボードのほぼ2倍にあたる。ただしこれは、2004年アテネオリンピックで採用されたMistral One Design ClassなどのRaceboadに近い重さである。
この種目の道具の製造はニール・プライド社（Neil Pryde）が行っている。